# Hidatsa

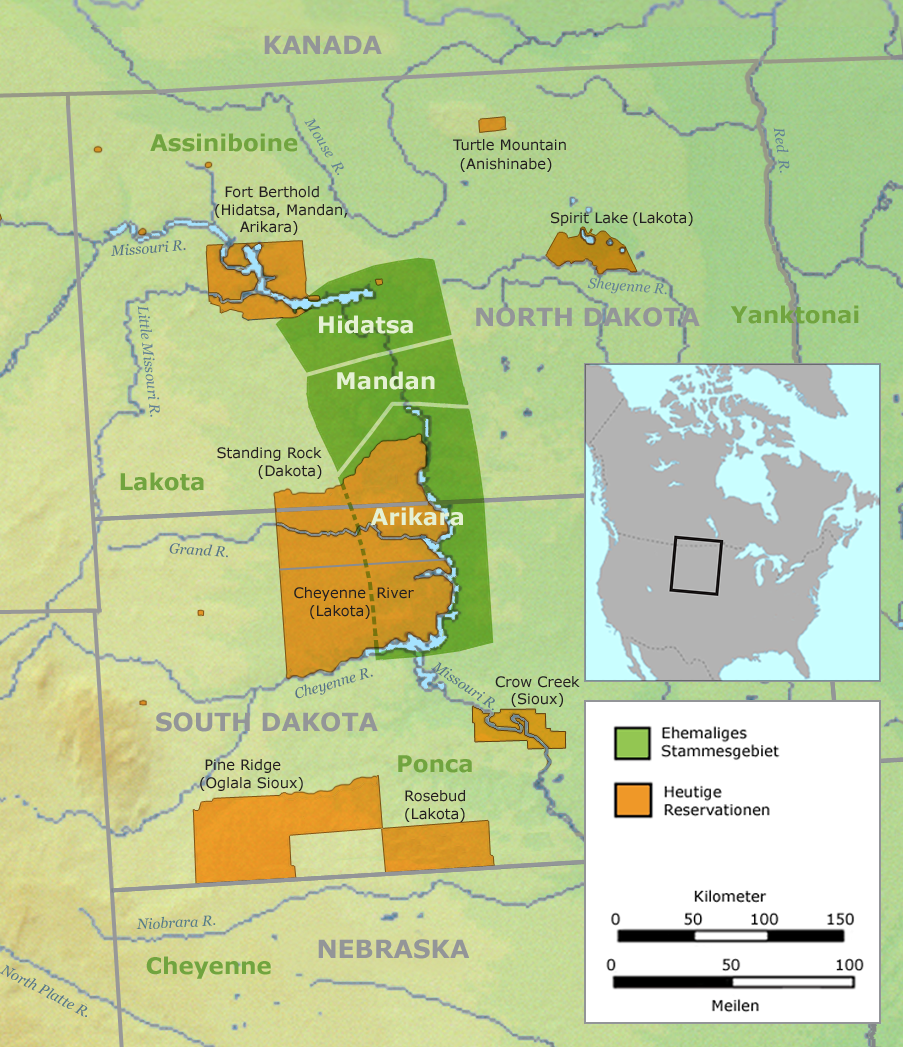
Hidatsa, mandan och arikaras bosättningsområde. (Grönt = traditionella territorier. Orange = moderna reservat.)

Hidatsa är en siouxspråkig nordamerikansk ursprungsbefolkning.

## Endonym
Namnet hidatsa är en förvanskning av ett ursprungligt hiraáca, vars betydelse är osäkert. Den mest sannolika tolkningen är att det syftar på någon topografisk företeelse i närheten av stammens äldsta boplatser. Den i vissa böcker förekommande tolkningen "Pilträdens folk" bygger uteslutande på ljudlikhet med ordet wiraháci (pilar) och saknar stöd i form av pilträdsförekomst i det aktuella området. Ett annat namn på hidatsaerna är minitari, som användes av deras nära allierade mandanstammen och kommer från hidatsaspråkets mirítaari ("går över vattnet"). I äldre litteratur kallas stammen ofta gros ventres (stormagarna), vilket går tillbaka på ett misstag av franska pälsjägare, som helt enkelt förväxlade hidatsa med de riktiga gros ventres, nämligen atsina.

## Ursprung

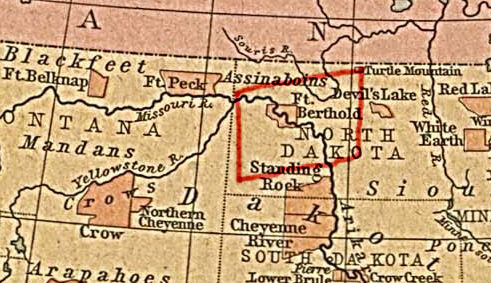
Karta över North Dakota som ungefärligen visar hidatsa-stammens bosättningsområde före 1845 (då North Dakota ännu inte fanns)

Det hiraáca ursprungligen betecknar är den största av stammens underavdelningar, de två andra är awaxawi och awatixa. De tre underavdelningarna, som bodde i var sin by, talade ursprungligen sinsemellan rätt olika dialekter, men efter att de flyttat närmare varandra vid Missourifloden assimilerades de två andra grupperna successivt språkligt av hiraáca-fraktionen, även om de i sin kulturella praxis behöll många av de särskiljande dragen.
Av okända orsaker bröt sig enligt traditionen, senast på 1500-talet, en del av hiraáca-fraktionen ut ur stamgemenskapen och dessa utbrytares ättlingar blev senare kända som kråkindianer. Detta skulle ha skett någonstans i nuvarande Minnesota. Så sent som 1802 berättade dock kråkindianer från flera olika band för Charles LeRaye att ihartsah (deras uttal av hiraáca) var ett av deras band. Arkeologiska fynd visar på klara skillnader mellan de olika gruppernas levnadssätt. Medan hiraáca ända fram till 1700-talet förde ett nomadiserande liv, tillsammans med den del av kråkindianerna som senare bosatte sig i Yellowstoneflodens dalgång, slog sig awatixa redan omkring 1550 ner vid Missourifloden och blev bofasta där. Awatixa tycks också vid den tiden ha etablerat kontakter med de kråkindianer som bodde i bergen. Något senare (senast i början av 1700-talet) anlände awaxawi till Missouri. Såväl Le Raye som Lewis och Clark ansåg att awaxawi otvivelaktigt talade samma språk som de två andra, men det uppvisade tydliga kulturella skillnader. Awaxawi hade heller inga traditioner om något samröre med kråkindianer till skillnad från de andra två, vilket kan betyda att de inte haft någon kontakt med varandra sedan 1500-talets mitt.
Till skillnad från traditionernas uppgifter om en abrupt skilsmässa från kråkindianerna indikerar arkeologiska fynd att uppdelningen snarare gick till så att hiraáca successivt övergav kråkindianernas levandssätt. Hiraáca slog sig ner för gott vid Missourifloden på norra sidan av Knife River och började bygga likadana stora jordhus, som deras släktingar på södra sidan redan använde sig av. Med andra ord skulle "hiraáca" egentligen bara vara en benämning på kråkindianer som valt att bli bofasta. Intressant är också att awatixa och awaxawi inte gjorde någon åtskillnad mellan kråkindianerna och hiraáca utan kallade dem kollektivt för miro'kac. Tidpunkten för när hiraáca slog sig ner vid Knife River kan fastställas relativt exakt till ca 1780-1800. Smittkoppsepidemin 1782 och det samtidigt ökande trycket från siouxer och assiniboiner på väg västerut tvingade fram en samordning av försvaret av de stora hidatsabyarna. Efter ett massivt siouxanfall 1790 påskyndades processen.

## Historia

### Allianser
Samtidigt som man slog sig ner i Knife River-området ingick man en allians med sina grannar närmast i söder. Mandanstammen lämnade under de närmast följande åren sina gamla boplatser vid Heart River och flyttade norrut, närmare Knife River. Tanken var att man vid siouxernas anfall snabbt skulle kunna sammandra en stor försvarsstyrka. Denna process var fullbordad 1796 och märkligt nog är det 1797 som hidatsaerna för första gången nämns som en "stam" i litteraturen av David Thompson som detta år besökte mandanerna. Efter Thompson kom flera, som till skillnad från tidigare vita besökare inte kom för att jaga eller bedriva handel, till exempel LeRaye 1802 och amerikanerna Lewis och Clarks expedition, som övervintrade nära hidatsaerna vintern 1804-05. När Lewis och Clark besökte de bylevande indianerna vid Övre Missourifloden, levde mandan- och hidatsaindianerna fortfarande kvar i sina fem byar vid Knifefloden. Dessa byar var deras sommarbyar, i vilka de vistades ungefär nio månader om året. Åtta kilometer uppströms från Knifeflodens mynning låg Big Hidatsa Village. Byn låg på den norra sidan om floden. I Big Hidatsa levde hälften av hidatsaindianernas befolkning, under ledning av hövdingen Le Borgne.

### Konsolidering
Efter smittkoppsepidemin 1782 övergavs de tidigare boplatserna och stammen flyttade till de byar, där Thompson fann dem 1797. Arkeologiska undersökningar av de 1782 övergivna boplatserna har gett följande resultat gällande antal jordhus:
- Hiraáca: 83 hus
- Awatixa: 49 hus

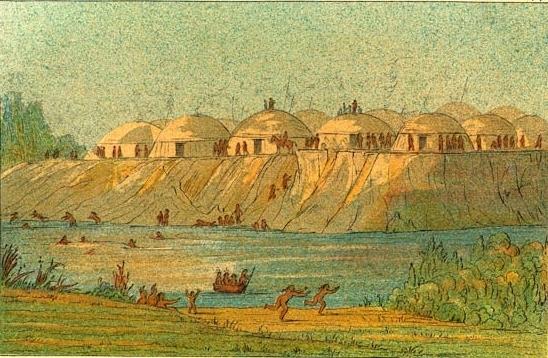
Hidatsaby vid Knife River. Akvarell av George Catlin 1832.

- Awaxawi: ca 20 hus (boplatsen delvis förstörd vilket gör att en exakt siffra inte kan anges)

Utifrån dessa resultat har man beräknat hidatsastammens storlek före epidemin 1782 till ca 4500-6000 individer. LeRaye beräknade 1802 att det bodde sammanlagt ca 2500 individer i de två största byarna (han besökte aldrig awaxawibyn).

### Socialt sammanbrott
Den stora smittkoppsepidemin 1837 slog sönder det mesta av hidatsaernas sociala organisation. Många nyckelpersoner med viktiga uppgifter hade dött och stammen var så fåtalig (några hundra) att samhället i praktiken upphörde att fungera som en sammanhållen enhet. En del utbrytare lämnade Hiraáca för att färdas till Yellowstone, där de åter slog sig ihop med kråkindianerna. Resterna av de två andra grupperna slog sig ihop med mandanerna och började 1845 bygga en ny boplats, som blev känd som Like-a-fishhook eller Fishhook Village. Huvuddelen av hiraáca flyttade in där redan samma år och 1862 anslöt sig resterna av den också hårt drabbade arikarastammen till dem. De tre stammarna bildade en union som fortlever än idag. Unionen formaliserades 1934 av USA:s regering genom Indian Reorganization Act som administrativt sammanslog de tre stammarna under beteckningen Mandan, Hidatsa, and Arikara Nation.

## Social struktur och släktskapssystem

### Klansystem
Basen för hidatsas sociala organisation var klansystemet. Alla stammedlemmar tillhörde någon klan (och gör det fortfarande). Awatixa som varit bofast längst hade 13 klaner jämfört med de två andra gruppernas sju. Antroploger antar att en social organisation av denna typ blir mer komplicerad hos bofasta grupper än nomader. Awatixa hade också ett antal olika "buntar" av rituella föremål som var knutna till klanerna och som överlämnades till hövdingar när dessa valdes. Av de 13 klanerna kan dock bara åtta identifieras i historisk tid och det är dessutom endast en, xura ("cikadans sång"), som saknas hos de två andra banden. För att komma tillrätta med detta problem när de tre banden gick samman, klämde man helt enkelt in xura som underavdelning i en av de andra sju: miripáti ("vattenöppnarna").
Varje klan härstammade från en kvinna som antogs ha levt i förhistorisk tid och enligt stammens skapelseberättelse nedstigit från himlen med sin familj. Med två undantag har klanerna inga totem. Klanernas namn är i de flesta fall härledda från vardagliga företeelser, till exempel betecknar klannamnet maxo'xati det torra lerdamm som började rinna ner från jordhusens tak när de torkat ut i solskenet. Släkt räknades olika på fädernet och mödernet och klansystemet var strikt matrilinjärt, det vill säga att man alltid föddes in i sin mors klan. Faderns uppfostrande roll blev följaktligen minimal, eftersom det ålåg klanen att inviga sina minderåriga i stammens traditioner och sedvänjor. Eftersom många sedvänjor var strikt könssegregerade utsåg klanen till exempel ställföreträdande "fäder" för lära pojkar de manliga rollerna i viktiga ceremonier såsom naxpike (soldansen).
Klansystemet var tudelat i tre respektive fyra klaner. Om orsaken finns inga säkra hidatsatraditioner, men hos mandanerna, som har samma system (dock med endast fyra klaner), hävdar traditionen bestämt att klangrupperna ursprungligen var exogama, det vill säga att det före de stora smittkoppsepidemierna inte var tillåtet att gifta sig inom den egna klangruppen. Efteråt var stammarna så små att det var omöjligt att upprätthålla den regeln och det var också orsaken till att antalet blandäktenskap mellan Hidatsa och Mandan ökade närmast explosionsartat. Giftermål inom samma klan var dock inte tillåtet.

### Klanens ansvar
Klanerna ansvarade kollektivt för sina medlemmar från den stund de föddes och hade till exempel en absolut skyldighet att ta hand om sina föräldralösa barn utan andras inblandning. Som föräldralös räknades man dock inte förrän alla ens farbröder och mostrar samt eventuellt friska och arbetsföra farmor och mormor var döda. Förutom barnuppfostran låg det som vi i dag betecknar som åldrings- och sjukvård på klanernas ansvar. Till det sista hörde ett slags avbytartjänst, det vill säga att om en kvinna blev för sjuk för att sköta sitt hushåll (det var kvinnorna som ägde husen) turades andra kvinnor inom hennes klan om att sköta det tills hon blev frisk igen.
Det var först när döden nalkades som faderns klan fick en viktig offentlig roll att spela. De var nämligen deras skyldighet att ordna en ståndsmässig begravning med allt vad det innebar av ståtliga kläder och hästar. Det inkluderade också ett antal ceremoniella sörjare som alltid var vuxna medlemmar av faderns klan. Själva begravningsakten förrättades av ofta åratal i förväg utvalda fädernesläktingar till den döde. Om den döde var en man måste hans biologiska far, om han fortfarande levde, klippa sitt hår kort, gråta tillsammans med sin sons klan och skära sig själv för att visa sin sorg. Hur mycket han skulle skära sig var direkt relaterat till sonens krigiska meriter och om det var den enda sonen.

### Äktenskap

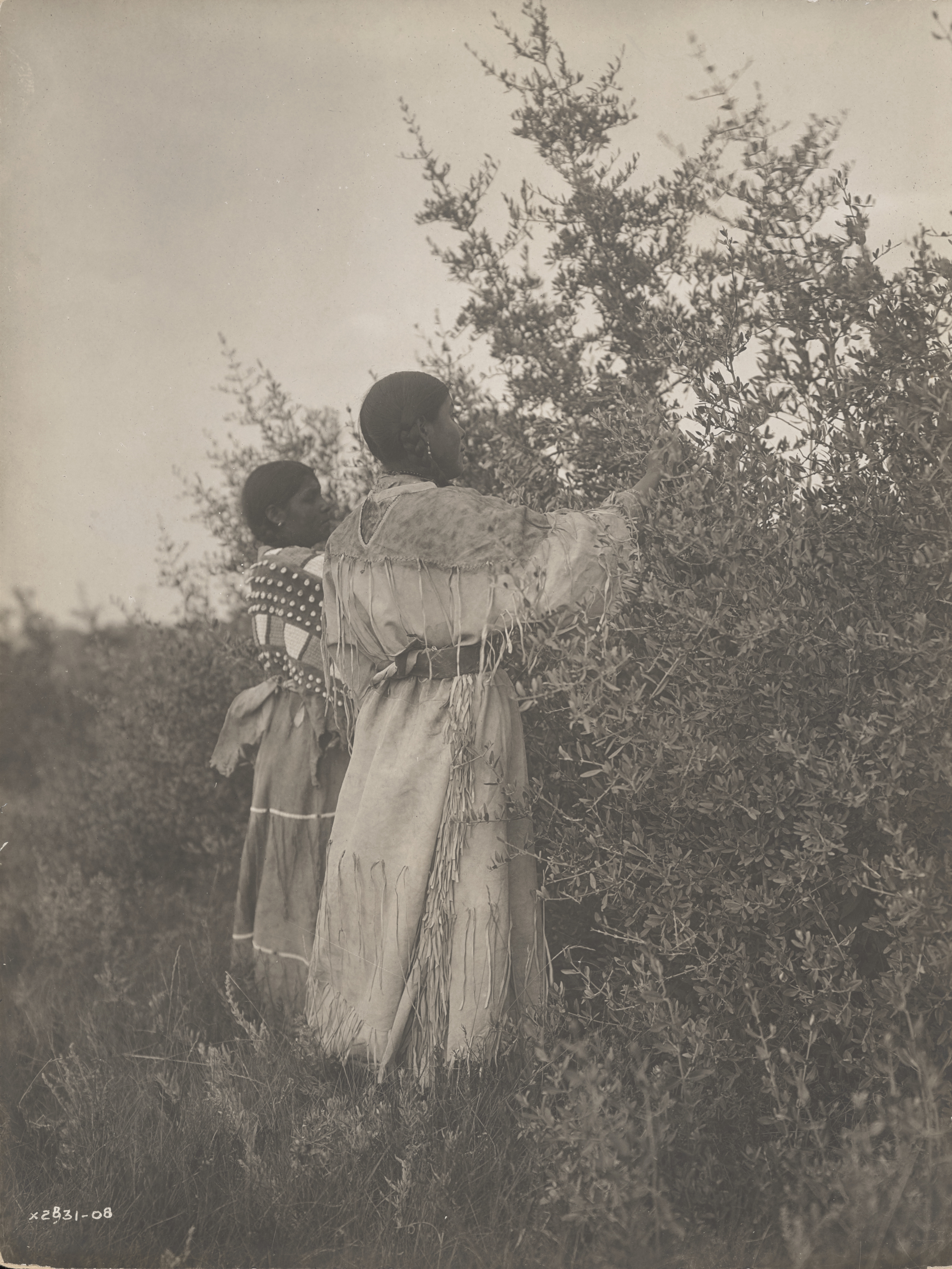
Mandanflickor som samlar bär omkring 1908. Foto av Edward S. Curtis.

Äktenskap var egentligen inte en offentlig angelägenhet hos hidatsastammen, men det föregicks ofta av en långvarig och öppen frieriprocedur, vars syfte var att göra relationen allmänt känd och ge möjlighet till eventuella invändningar mot det kommande giftermålet. Först när kvinnan tydligt visat att hon ville gifta sig med mannen genom att acceptera erbjuden pemmikan och genom att bära hans pärlhalsband, kopplades hennes föräldrar in i proceduren. De hade då att bestämma hur många hästar han skulle ge dem för dottern. Om hon hade varit gift tidigare, förekom det att inga hästar krävdes. Ytterst kunde ingen hindra en hidatsakvinna från att gifta sig med vem hon ville. Argumentationen för att få henne att avstå kunde vara mycket intensiv om mannen ansågs olämplig, men när äktenskapet väl var ett faktum lades locket på. Monogami var ovanligt hos Hidatsa och andra prärieindianstammar. På grund av de ständiga krigen och de förluster dessa medförde var de vuxna kvinnorna under vissa tidsperioder mer än dubbelt så många som männen. Redan vid tiden för George Catlins och Karl Bodmers besök i området på 1830-talet hade blandäktenskapen mellan hidatsaer och mandaner blivit så vanliga att en stor del av de två stammarna var tvåspråkiga. 

### Homoseхualitet
Ett annat för de nordamerikanska urbefolkningarna karakteristiskt drag som något minskade antalet möjliga män att gifta sig med var den öppna homosexualiteten. Hidatsamän som i sina tonår ansågs ha fått vissa drömmar som gåva av "den heliga kvinnan ovanför" klädde sig i kvinnokläder och avancerade till en position som viktiga religiösa ledare, vilket inte hindrade att de ingick äktenskapsliknande relationer med andra män och i dessa fungerade som vilken annan hustru som helst. Deras viktigaste, men långt ifrån enda, ceremoniella roll var att hitta "rätt" centralpåle till soldansen. Faktum är att de som grupp hade fler ceremoniella funktioner än någon annan, inklusive medicinmännen.

### Släktskapsberäkning
Hidatsaernas släktskapsberäkning är av naturliga skäl närmast identisk med det förmodligen mest utforskade av alla indianstammars: kråkindianernas. Till de gemensamma dragen hör att Hidatsa inte skiljer på far och farbröder, alla är tate (far). På samma sätt är ens mor och mostrar allihopa igá (mor). Det är av detta skäl ett hidatsabarn inte kan bli föräldralöst innan alla farbröder och mostrar är döda.

## Kriget

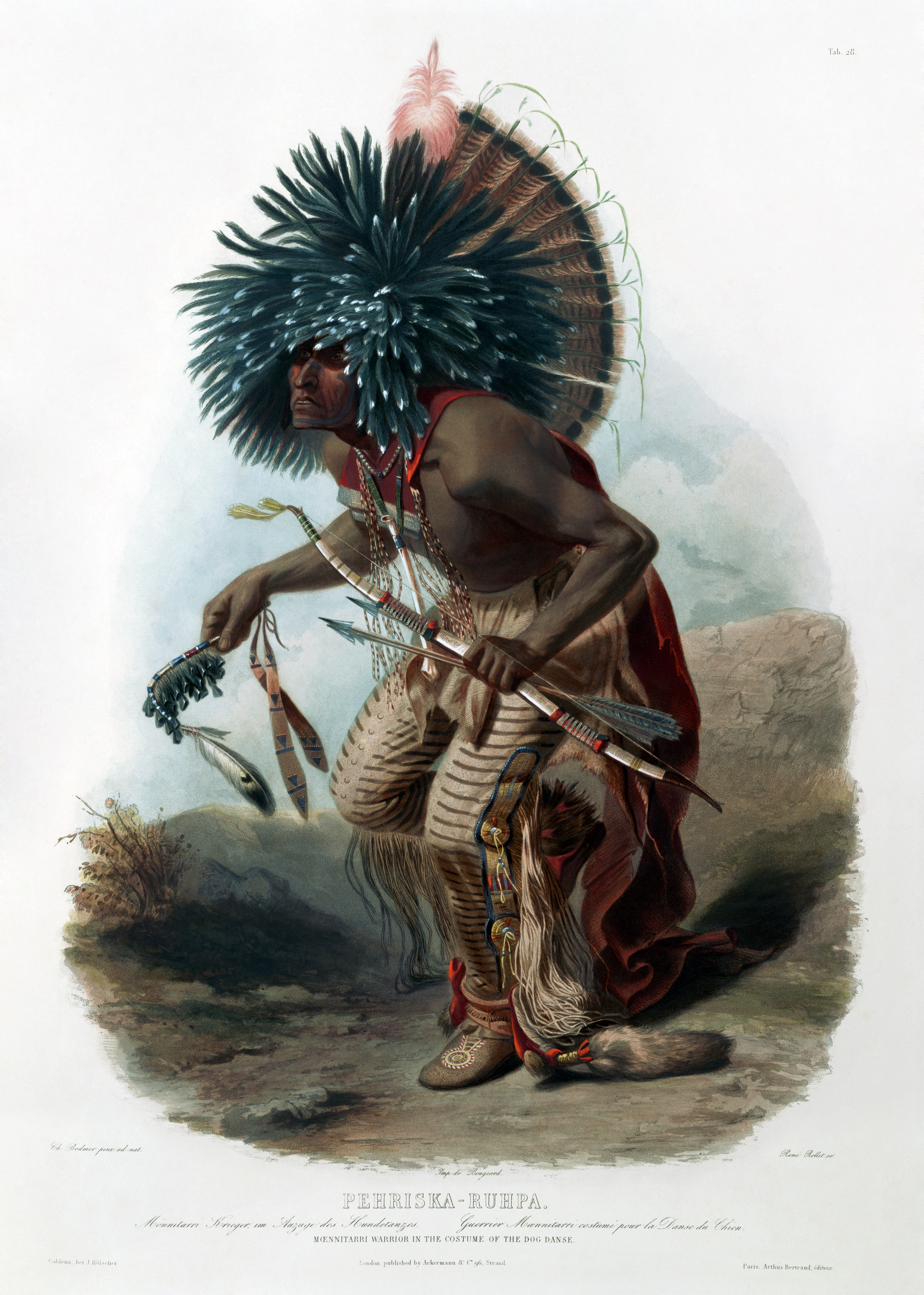
Hidatsakrigaren Pehriska ruhpa ("två kråkor/korpar") klädd för dans i dräkt som visar att han tillhör krigarsällskapet Waschu'ke-achke ("de verkliga hundarna"). Observera den korta pilbågen, konstruerad för bågskytte till häst. Målning av Karl Bodmer.

### Krigsorganisation
Den grundläggande krigsorganisationen byggde på att krigföringen sköttes av särskilda krigarsällskap med specifika inträdeskrav. En manlig individs socio-politiska status i stammen bestämdes huvudsakligen av hans krigiska meriter. Så snart en pojke lärt sig gå fick han sin första pilbåge och träningen för krig påbörjades. Slutmålet var att bli upptagen i det mäktigaste krigarsällskapet Waschu'ke-achke ("de verkliga hundarna"). Liksom hos många andra präriestammar, till exempel cheyenner och kiowaer, var "hundarna" det krigarsällskap som hade högst status och som anförtroddes de svåraste uppgifterna på krigståg. Precis som hos andra präriestammar kunde vem som helst när som helst initiera och leda ett krigståg om man bara kunde få ihop ett antal frivilliga. Enkelt uttryckt var det inte krigshövdingar som utsågs för att leda krigståg utan snarare så att man blev krigshövding genom att organisera många och framgångsrika krigs(plundrings)tåg med stort byte och små egna förluster. Att misslyckas ("sparka stenen") med en enda expedition innebar att ens drömmar om att uppnå en permanent ledarposition fick skrinläggas för åratal framöver.

### Militär dominans före 1782
Hidatsa och deras nära släktingar kråkindianerna utgjorde före de stora smittkoppsepidemierna den nordligaste av de tre stora och militärt starka stamgrupperingar som effektivt hindrade de siouxspråkiga stammarna öster om dem (främst assiniboiner och lakotasiouxer) från att komma fram till och över Missourifloden norr om White River. De behärskade tillsammans med Mandan fullständigt Missouriflodens dalgång från Yellowstoneflodens utlopp i norr till Cannonball River i söder. Där började en annan mäktig stams territorium. Arikara behärskade Missouri från Cannonball till området kring White River. Tillsammans spärrade de vägen fram till norra Missouri från den kanadensiska gränsen i norr fram till det område som senare skulle bli delstaten Nebraska i söder.
Omkring 1740 hade lakotasiouxerna nått fram till en linje som ungefärligen gick i nord-sydlig riktning längs Red River och fortsatte längs James River (på franska Rivière aux Jacques) som når fram till Missouri vid den plats som numera heter precis som den siouxstam som där omkring 1800 nådde fram till Missouri, nämligen Yankton. Strax nordost om den försvarslinje som uprätthölls av hidatsa-kråkindianerna, mellan White Earth River och Mouse River, hade assiniboiner slagit sig ner redan tidigare, dit lockade av Hudson Bay-kompaniets handelsstation vid den plats där Mouse River flyter samman med Assiniboine River.
Hidatsa hade under en längre tid bedrivit en ensidigt offensiv krigföring mot de nordliga och östliga språkfränderna. Assiniboiner och Lakota attackerades av hidatsakrigare var de än kunde hittas, men oftast i området kring Devil's Lake. Karakteristiskt för situationen före 1780 var att Hidatsa inte brydde sig om att bygga palissader eller andra försvarsanläggningar runt sina byar till skillnad från mandanerna som gjort så sedan 1500-talet. Lakotakrigståg tog nämligen i allmänhet vägen genom mandanområdet och mötte redan där ett så hårt motstånd att de inte kunde ta sig vidare till mandanernas grannar.

### Militär defensiv efter 1782
Smittkoppsepidemierna på 1780-talet ändrade i ett slag situationen. Kartan som var resultatet av Lewis och Clarks expedition visar att siouxerna (Lakota och Yankton) i början av 1800-talet på flera ställen nått fram till Missouri och Thompson kunde 1797 konstatera att Assiniboinerna då fanns vid hidatsaterritoriets nordöstra gräns vid Turtle Mountains. Krigföringens karaktär var för hidatsa nu lika ensidigt defensiv som den varit offensiv 20 år tidigare. De nya boplatser som byggdes efter 1782 års epidemi fortifierades och omgavs med breda diken.

## Språk
Hidatsaspråket tillhör siouxspråkfamiljen (siouan) och bildar tillsammans med det mycket närbesläktade kråkindianernas språk underavdelningen Missouri River Siouan. Språket är i dag starkt utrotningshotat. Det råder oenighet om det exakta antalet återstående hidatsatalare men de mest pessimistiska siffrorna rör sig kring ett tiotal.